# Balbagathis agrestis
Balbagathis agrestis és una espècie d'insecte dípter pertanyent a la família dels psicòdids.

## Descripció
- El mascle fa 1,05 mm de llargària a les antenes (0,83-0,90 en el cas de la femella), mentre que les ales li mesuren 1,58 de longitud (1,43-1,68 la femella) i 0,60 d'amplada (0,53-0,63 la femella).
- La femella presenta, a la placa subgenital, lòbuls apicals petits amb moltes espines llargues.[3]

## Distribució geogràfica
Es troba a Sud-amèrica: la Guaiana Francesa.